# Johann Baptist Betzinger
Johann Baptist Betzinger (auch: Bätzinger) (* 25. Januar 1811 in Freiburg i.Br.; † 9. November 1891 ebenda) war ein deutscher Verwaltungsjurist.

## Leben
Bätzinger – Sohn eines Metzgermeisters – studierte von 1829 bis 1832 Jura in Freiburg. Anschließend wurde er Amtspraktikant im Landamt Freiburg und ging 1836 an das Hofgericht in Freiburg, 1840 dann als Amtsassessor nach Breisach. Als Amtsassessor wurde er 1843 an das Oberamt Lahr versetzt, wo er ein Jahr später Amtsmann wurde. 1846 wechselte er als Hofgerichtsassessor, ab 1848 Hofgerichtsrat an das Hofgericht in Freiburg. Von 1849 bis 1855 war Betzinger Oberamtmann und Amtsvorstand in Bühl. Hier war er von 1851 bis 1855 auch Abgeordneter des 3. Ämterwahlkreises Stockach. 1855 ging er für fünf Jahre als Regierungsrat zur Regierung des Unterrheinkreises Mannheim. 1860 erreichte er dann die Position eines Oberhofgerichtsrats in Freiburg. Dort blieb er bis zu seinem Eintritt in den Ruhestand 1877. Anschließend war er noch sieben Jahre bis 1884 Landtagsabgeordneter des 29. Wahlbezirks Achern und Bühl.